# تمايز صهاري

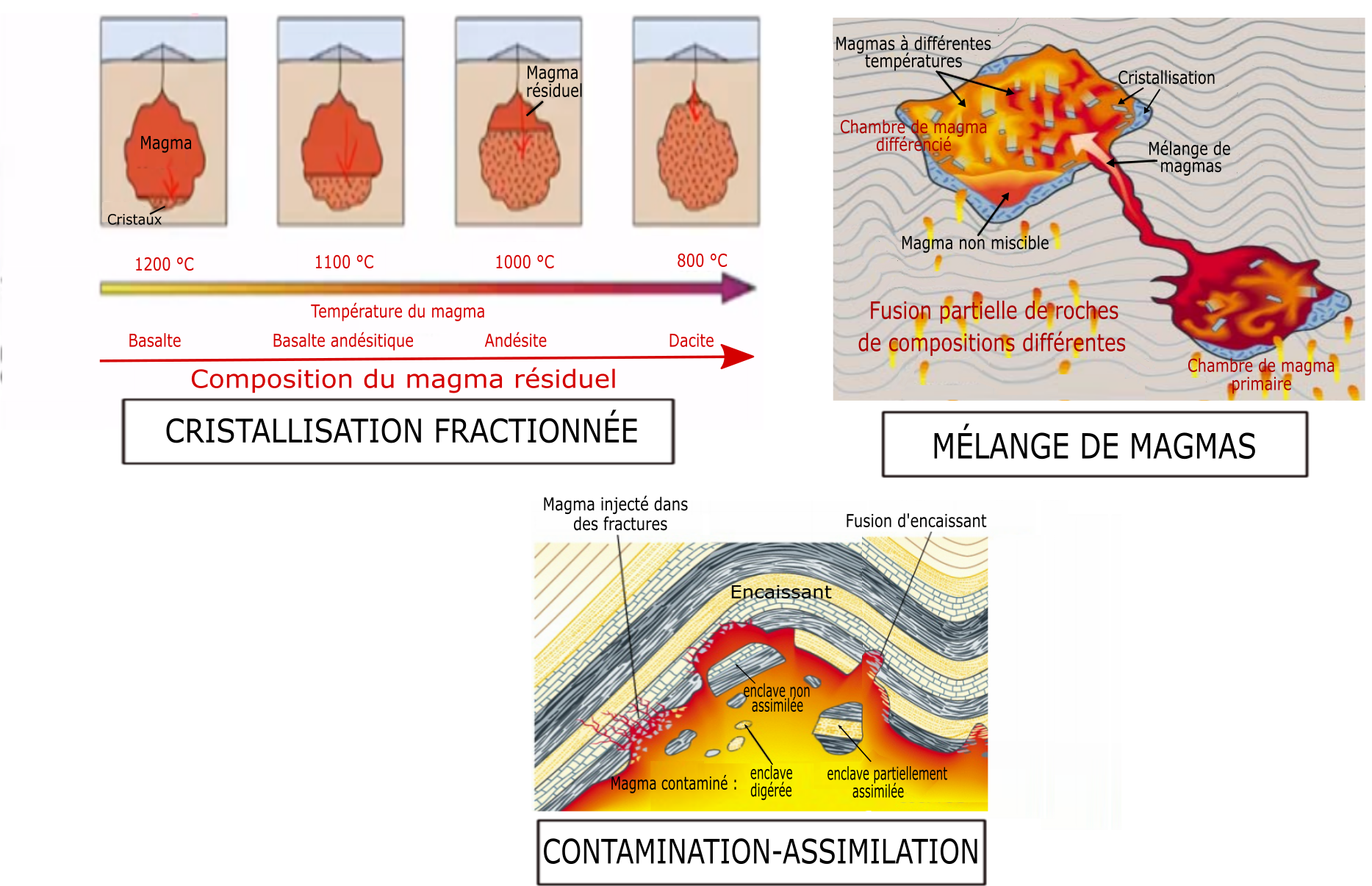
عمليات تمايز الصهارة : التبلور الجزئي ، واستيعاب التلوث ، وخلط الصهارة

التمايز الصهاري في علم الجيولوجيا هو مصطلح يشير إلى العمليات المختلفة التي تحضع فيها صهارة الماغما إلى نغيرات كيميائية أثناء عملية الانصهار الجزئي وعملية التبرّد وكذلك عملية التداخل أو الثوران البركاني
كان تشارلز داروين من الأوائل الذين كتبوا تقارير عن هذه الظاهرة أثناء رحلته في جزر غالاباغوس سنة 1835.